# Conjunt prehistòric de s'Aresta
Les restes prehistòriques de s'Aresta és un jaciment arqueològic situat a la possessió de s'Aresta del municipi de Llucmajor, Mallorca.
Tot fa pensar que en aquest indret, amb un bon domini visual, i hagué un poblat prehistòric del qual pràcticament no en queda absolutament res. Actualment hom hi pot trobar una taca ceràmica ocupant part del cim d'un petit turó i, en especial, en els pujants est i sud; al vessant sud-oest una cova en molt mal estat de conservació, a la qual hom no hi pot accedir car l'interior és ple de terra i pedres; i, a la mateixa vessant una agrupació de tres pedres soltes.